# یحیی فتوحی
یحیی فتوحی سیاست‌مدار ایرانی بود، که در  دوره بیست و سوم  به‌عنوان نماینده نقده در مجلس شورای ملی حضور داشت.